# Combat Service Identification Badge

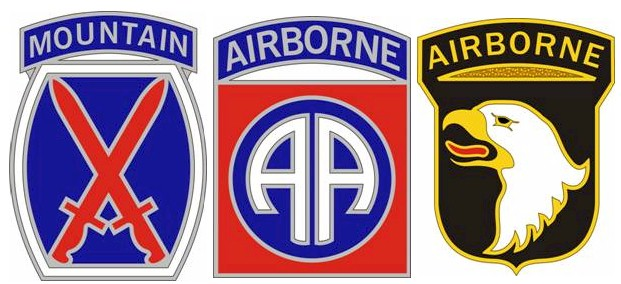
Exemple d'insignes d'identification du service de combat pour le 10th Mountain Division, 82nd Airborne Division et 101st Airborne Division

Le Combat Service Identification Badge (CSIB - insigne d'identification du service de combat) est un insigne héraldique métallique porté sur le côté droit de l'uniforme de service (Army Service Uniform) de l'Armée de terre des États-Unis (US Army), qui identifie de manière unique le service de combat d'un soldat au sein des principales formations des forces américaine.

## Description
L'insigne de manche d'épaule - ancien service en temps de guerre était également porté sur l'uniforme vert de classe A de l'armée, jusqu'à ce que cet uniforme soit supprimé en 2015.
Les insignes de service en temps de guerre sont des dispositifs en métal et en émail de couleur argent ou or, d'une hauteur de 5,08 cm, dont le dessin est similaire à celui des insignes d'épaule de l'unité (Shoulder Sleeve Insignia] - SSI).

## Port
L'insigne d'identification du service de combat est porté sur la poche inférieure droite pour les soldats masculins et sur le côté droit, parallèlement à la ceinture, pour les soldats féminins. Les soldats peuvent porter le CSIB sur le nouvel uniforme de service bleu de l'US Army, classe A et classe B. Le CSIB ne peut pas être porté sur l'uniforme de combat de l'US Army (Army Combat Uniform - ACU) ou sur l'uniforme vert de l'US Army qui n'est plus utilisé. Les soldats américains continueront à porter l'insigne de manche d'épaule sur la manche droite de la veste de l'ACU pour indiquer qu'ils ont servi au combat. Le CSIB est classé cinquième dans l'ordre de préséance des insignes d'identification.

## References
1. ↑  (en) Kyle Jahner, « The end of the Green Service Uniform: 1954–2015 », Army Times,‎ 1er octobre 2015 (lire en ligne, consulté le 3 juillet 2017)
2. ↑  Combat Service Identification Badge United States Army, Retrieved 25 January 2011.
3. ↑  AR 670-1, paragraphe 29-18. Voir le message ALARACT n° 202-2008, paragraphe 11, pour plus de précisions.

## Source
- (en) Cet article est partiellement ou en totalité issu de l’article de Wikipédia en anglais intitulé « Combat Service Identification Badge » (voir la liste des auteurs).

- Page web de l'armée américaine sur l'Army Service Uniform
- Les CSIB sur le site de l'Institut d'héraldique
- Article du Army Times ; sortie des uniformes verts de classe A